# Relación oro/plata
Se denomina relación oro/plata a la existente entre el valor de ambos metales. Por ejemplo, un relación oro/plata de 1:15 expresa que 1 kg de oro tiene el mismo valor que 15 kg de plata. Esta relación fue importante en el siglo XIX en los países que habían adoptado el bimetalismo oro-plata como sistema monetario. Entre ellos se hallaba Francia (desde 1795), la Unión Monetaria Latina de varios países europeos (1865-1927), Estados Unidos (1792-1873), Argentina 1881-1883 (bimetalismo restringido) con su Peso Oro Sellado y otros.
La relación oro/plata es fluctuante pues depende de la abundancia relativa de ambos metales. Durante la antigüedad, la Edad Media, la moderna y la contemporánea, hasta pasada la primera mitad del siglo XIX oscilaba entre 1:10 y 1:17. A partir de los años 80 de ese siglo comenzó a depreciarse el valor de la plata con respecto al oro: en 1890 estaba alrededor de 1:20 y en 1900 en 1:33. Esto se debió al abandono del bimetalismo oro-plata por parte de los países que pasaron al monometalismo oro, lo que liberó importantes cantidades de plata al mercado. En especial Alemania, que pasó al patrón oro en 1871, vendiendo a continuación sus importantes existencias de plata. La depreciación prosiguió durante el siglo XX: en 1910 la relación oro/plata estaba en 1:38 para aumentar algo durante los años de la Primera Guerra Mundial y posguerra, pero a partir de la crisis de los años 30 prosiguió una incesante depreciación de la plata frente al oro, que culminó con el comienzo de la Segunda Guerra Mundial. Pasada la misma, la relación comenzó a apreciarse hasta fines de la década de 1960. A partir de entonces, la relación oro/plata fue cayendo, desde luego con sensibles altibajos. Actualmente se halla entre 1:80 y 1:90 y es muy volátil, debido principalmente a la mayor volatilidad del precio de la plata en relación con el del oro.
Debido al abandono del bimetalismo como sistema monetario por parte de los países y luego el del patrón oro, la relación oro/plata ha perdido importancia en su aspecto monetario y sólo la tiene al considerar el oro y la plata como inversión.